# Votice
Votice (německy Wotitz, do 16. století Otice) jsou město v jihozápadní části okresu Benešov ve Středočeském kraji. Ve městě a jeho přidružených osadách žije přibližně 4 800 obyvatel. Votice mají status obce s rozšířenou působností, jejíž správní obvod zahrnuje 15 okolních obcí a čítá kolem 15 tisíc obyvatel.
Votice leží v oblasti nazývané také jako Česká Sibiř, ve Vlašimské pahorkatině. Leží patnáct kilometrů východně od Sedlčan, sedmnáct kilometrů jižně od Benešova a dvacet kilometrů západně od Vlašimi.

## Historie

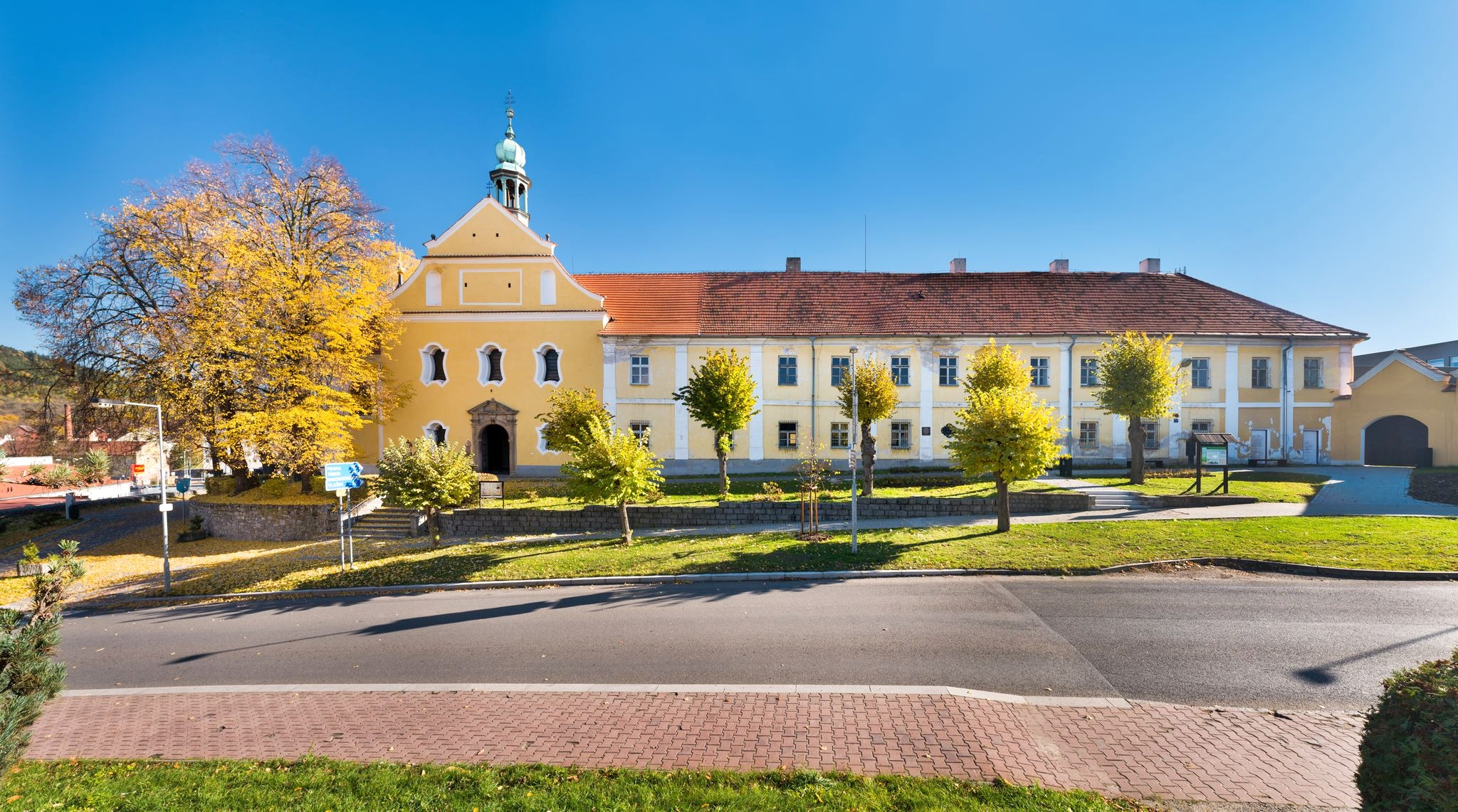
Votický klášter františkánů

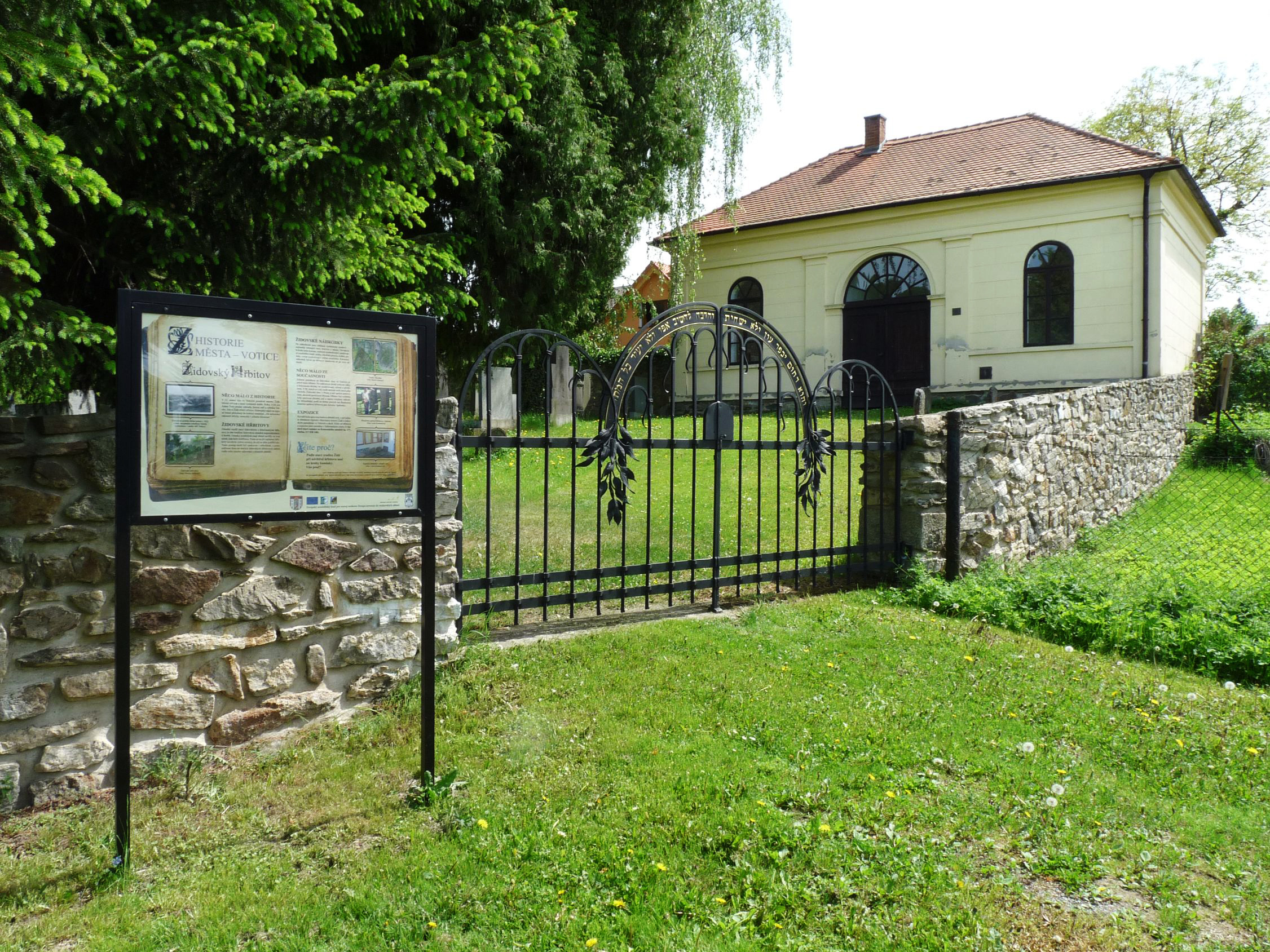
Židovský hřbitov a obřadní síň ve Voticích

První písemná zmínka o městě pochází z roku 1359, ale podle archeologického průzkumu základního zdiva farního kostela provedeného v roce 1970 osada pravděpodobně vznikla po roce 1150. Město vzniklo při významné zemské stezce na jih Čech a do Rakouska. Ve 14. století existovala na místě dnešních Votic osada s kostelem a hradem, který ale později vyhořel. Větší rozmach města přineslo až 15. a 16. století. Na místě vyhořelého hradu vznikla tvrz. V 16. století byl založen pivovar. Nedaleko města se těžil vápenec. Nejrozšířenějšími řemesly obyvatel měst v té době bylo tkalcovství, hrnčířství a soukenictví.
Městečko bylo v roce 1488 povýšeno na město. K významným majitelům panství a města se řadí Skuhrovští ze Skuhrova, Šternberkové, Hrzánové z Harasova, Kaplířové ze Sulevic, páni z Vrtby a Vratislavové z Mitrovic.

### Židé ve Voticích
Okolo roku 1530 vznikla ve městě židovská obec. Židé využívali výhodné polohy města v obchodování, Votice se společně s Benešovem staly nejdůležitějším obchodním centrem v oblasti. Přes město se až do 19. století dopravovala sůl ze Zrůbku na řece Vltavě do Načeradce. Obchod se ještě více rozvinul po zmodernizování státní silnice v roce 1843, a po výstavbě železniční tratě Praha – České Budějovice v roce 1870. Po vzniku prvních okresů v roce 1868 připadly Votice do politického okresu Sedlčany, ale staly se centrem okresu soudního. Po roce 1918 dochází k výstavbě nových čtvrtí. Druhá světová válka přinesla smutný konec votické židovské obce. I zde byli Židé od roku 1939 podrobeni útlaku, například sestěhování. 31. března 1942 byli náhle vystěhováni Židé z Benešova, většinou do Votic. 1. září 1942 byli Židé z Votic deportováni s transportem Bd táborského oberlandrátu do Terezína, odkud většinu ihned odvezl transport Bk do Malého Trostince, kde byli 10. září 1942 zavražděni. Ze 109 osob z Votic přežilo jen 12 a ze 79 osob z Benešova 6 lidí. V roce 1949 byla zbořena votická synagoga.
V letech 1949–1960 byly Votice poprvé ve své historii okresním městem. Díky tomu zde vyrostlo mnoho administrativních budov a celkově význam města poněkud vzrostl. Od 1. července 1960 byl však okres zrušen a město i s okolím se stalo součástí nově vzniklého, a velmi rozsáhlého, okresu Benešov. Od 60. let probíhala intenzivní výstavba obytných, průmyslových i zemědělských objektů. Z nejvýraznějších jmenujme např. obchodní dům Jednota na náměstí (1980) nebo budovu nové radnice (1983). 70. a 80. léta přinesla také nové dopravní stavby. V roce 1978 vzniklo v centru města autobusové nádraží. Od roku 1982 je v provozu přeložka silnice I/3, která odvedla [tranzitní dopravu z úplného středu města na okraj, na západní svah Čeřenské hory. 27. května 1988 přivítali na nádraží ve Voticích první vlak tažený elektrickou lokomotivou. V letech 1960–1975 došlo k postupné integraci okolních obcí. Začalo se v roce 1960 obcí Srbice, kterou od 3. října 1975 následoval zbytek dnešních přidružených osad. Po roce 1989 došlo k privatizaci státních podniků i zemědělských provozů.

## Obyvatelstvo
(Všechny údaje jsou zpracovány podle výsledků sčítání lidu, které provedl Český statistický úřad v roce 2001.)
Národnostní složení obyvatel Votic je jednotné. 97,87 % obyvatelstva se přihlásilo k české národnosti. 40,14 % osob se přihlásilo k některé z náboženských organizací. Nezaměstnanost dosahovala v době před 6 lety[kdy?] asi 4 %, podle údajů ÚP Benešov z března 2007 je ve městě jenom 3,8 %. 35 % pracujících obyvatel města pracovalo v době sčítání v průmyslu, 10 % v obchodu a prodeji, 10 % také ve školství, zdravotnictví a sociálních službách. 9 % obyvatel pracovalo ve stavebnictví, 8 % v dopravě, poštovních službách a telekomunikacích. Pouhá 3 % obyvatel zaměstnávalo zemědělství.
Zajímavostí je, že se počet obyvatel ve Voticích a jejich okolí již skoro 140 let v podstatě výrazněji nemění.
| Rok            | 1869  | 1880  | 1890  | 1900  | 1910  | 1921  | 1930  | 1950  | 1961  | 1970  | 1980  | 1991  | 2001  | 2011  | 2021  |
| -------------- | ----- | ----- | ----- | ----- | ----- | ----- | ----- | ----- | ----- | ----- | ----- | ----- | ----- | ----- | ----- |
| Počet obyvatel | 4 816 | 4 424 | 4 234 | 4 198 | 4 124 | 4 141 | 3 860 | 3 191 | 3 578 | 4 047 | 4 558 | 4 514 | 4 462 | 4 552 | 4 371 |
| Počet domů     | 466   | 479   | 517   | 525   | 548   | 577   | 641   | 713   | 685   | 746   | 817   | 951   | 1 020 | 1 160 | 1 214 |

## Městská správa

### Územněsprávní začlenění
Dějiny územněsprávního začleňování zahrnují období od roku 1850 do současnosti. V chronologickém přehledu je uvedena územně administrativní příslušnost obce v roce, kdy ke změně došlo:
- 1850 země česká, kraj České Budějovice, politický a soudní okres Votice[6]
- 1855 země česká, kraj Tábor, soudní okres Votice
- 1868 země česká, politický okres Sedlčany, soudní okres Votice
- 1939 země česká, Oberlandrat Tábor, politický okres Sedlčany, soudní okres Votice[7]
- 1942 země česká, Oberlandrat Praha, politický okres Sedlčany, soudní okres Votice[8]
- 1945 země česká, správní okres Sedlčany, soudní okres Votice[9]
- 1949 Pražský kraj, okres Votice[10]
- 1960 Středočeský kraj, okres Benešov
- 2003 Středočeský kraj, okres Benešov, obec s rozšířenou působností Votice

### Místní části

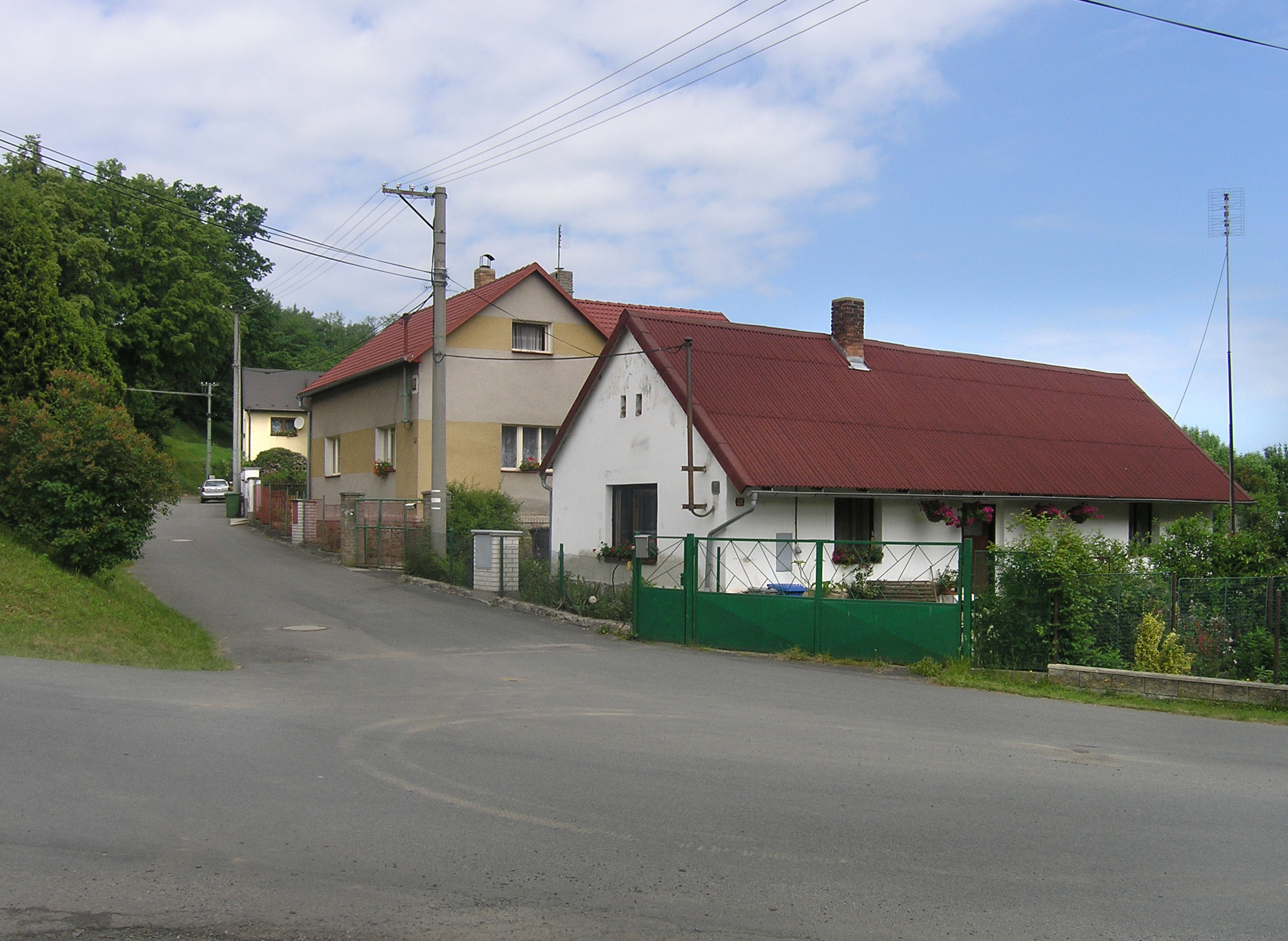
Domky v Srbicích severně od centra Votic

- Amerika
- Beztahov
- Bučovice
- Budenín
- Buchov
- Hory
- Hostišov
- Javor
- Kaliště
- Košovice
- Lysá
- Martinice
- Mladoušov
- Mysletice
- Nazdice
- Nezdice
- Otradovice
- Srbice
- Střelítov
- Větrov
- Votice
- Vranov
- Zdeboř

### Městské symboly
Vlajka byla městu udělena rozhodnutím předsedy Poslanecké sněmovny Parlamentu České republiky dne 12. února 1992.

## Společnost

### Rok 1932
Ve městě Votice (přísl. Javor, 2076 obyvatel) byly v roce 1932 evidovány tyto živnosti a obchody:
- Instituce a průmysl: poštovní úřad, telefonní úřad, telegrafní úřad, okresní soud, berní úřad, důchodkový kontrolní úřad, četnická stanice, 2 katolické kostely, československý kostel, synagoga, klášter, společenstvo řezníků a hostinských, sbor dobrovolných hasičů, výroba autokaroserií, továrna na francovku Klein a syn, hospodářské družstvo ve Voticích, lihovar, 4 výrobci lihovin, 2 mlýny, octárna, 2 pily, pivovar Maceška, sladovna, stavební družstvo, 2 stavitelé, továrna na hospodářské stroje Melichar, velkostatkář Maceška.
- Služby (výběr): 2 lékaři, 2 zvěrolékaři, advokát, notář, autodílna, 4 autodopravci, bio invalidů, bio Sokol, 2 cukráři, drogerie, fotoateliér, 2 hodináři, 8 hostinců, 2 hotely (Filípek, U modré hvězdy), 2 kapelníci, knihař, 3 kožišníci, 4 krejčí pro pány, 10 krejčí pro dámy, lékárna, mechanik, 5 pekařů, pumpař, řezbář, Okresní hospodářská záložna, První občanská záložna ve Voticích, Spořitelna města Votic, 2 zahradnictví, zubní ateliér.

V obci Budenín (přísl. Kaliště, Kochnov, Mladoušov, 439 obyvatel, samostatná obec se později stala součástí Votic) byly v roce 1932 evidovány tyto živnosti a obchody: hostinec, kolář, kovář, krejčí, mlýn, 3 rolníci, obchod se smíšeným zbožím, 3 trafiky.
V obci Martinice (přísl. Bučovice, Nezdice, Vranov, 376 obyvatel, katol. kostel, samostatná obec se později stala součástí Votic) byly v roce 1932 evidovány tyto živnosti a obchody: obchod s dobytkem, 3 hostince, kolář, 3 kováři, 2 krejčí, družstevní rolnický lihovar, 3 mlýny, obuvník, 3 rolníci, Spořitelní a záložní spolek pro Martinice, švadlena, tesařský mistr, 2 trafiky.
V obci Srbice (přísl. Beztahov, Jestřebice, Košovice, Nazdice, Střelítov, 702 obyvatel, samostatná obec se později stala součástí Votic) byly v roce 1932 evidovány tyto živnosti a obchody: výroba cementového zboží, 3 cihelny, družstvo pro rozvod elektrické energie v Srbicích a Mladoušově, družstvo pro rozvod elektrické energie v Nazdicích, 4 hostince, kolář, kovář, krejčí, pekař, 2 rolníci, 4 řezníci, sedlář, 2 obchody s uhlím, velkostatkář Maceška.

### Rok 1938
V průběhu mobilizace v roce 1938 se ve Voticích nacházelo velení 1. sboru Československé armády pod velením ruského legionáře a Masarykova zpravodaje z první světové války Jana Šípka (v roce 1918 major legionářského vojska na Rusi).

## Pamětihodnosti
- Nový a starý zámek
- Farní kostel svatého Václava
- Kaple Božího hrobu
- Židovský hřbitov

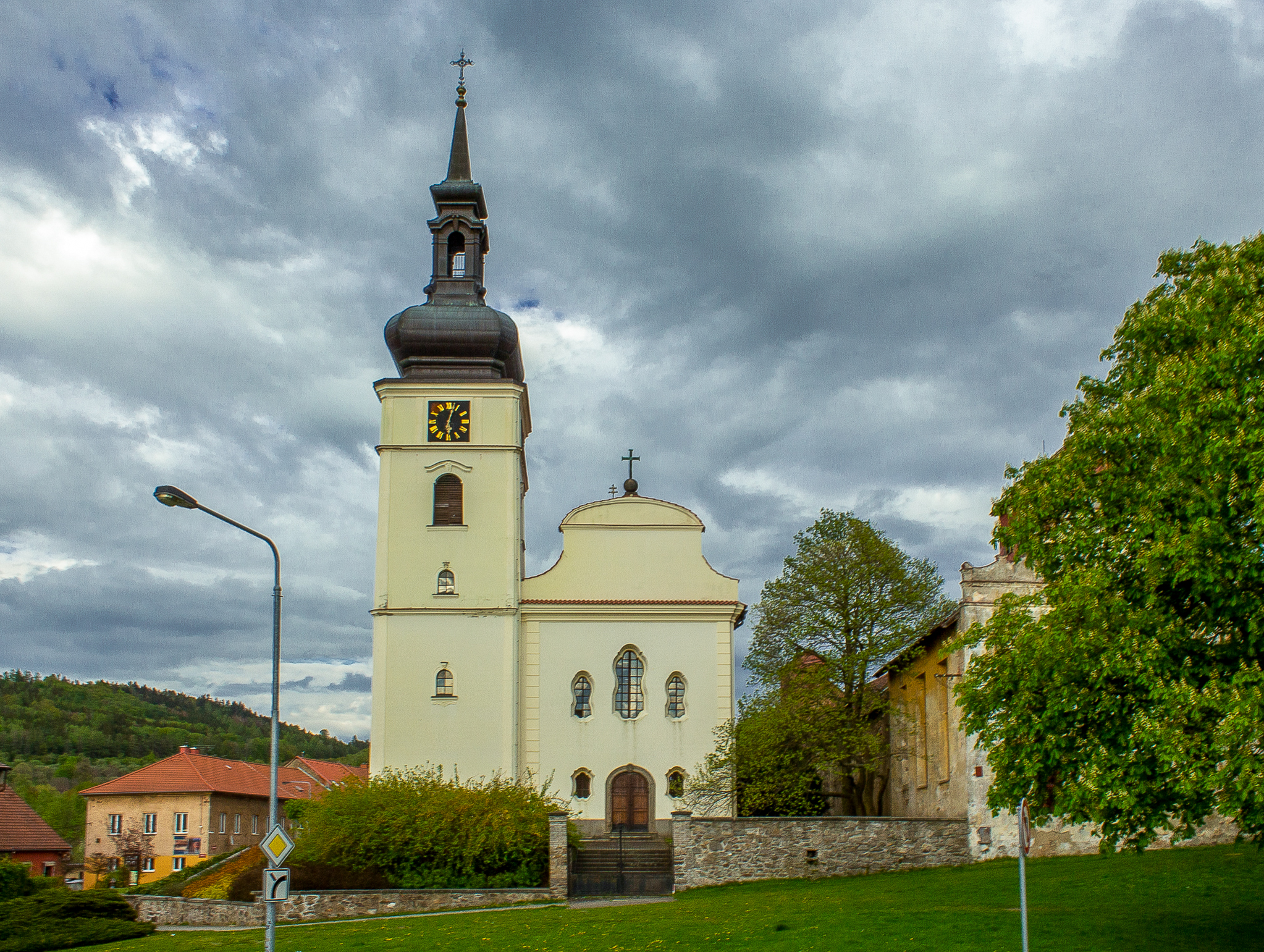
Kostel sv. Václava, vpravo je patrná část starého zámku

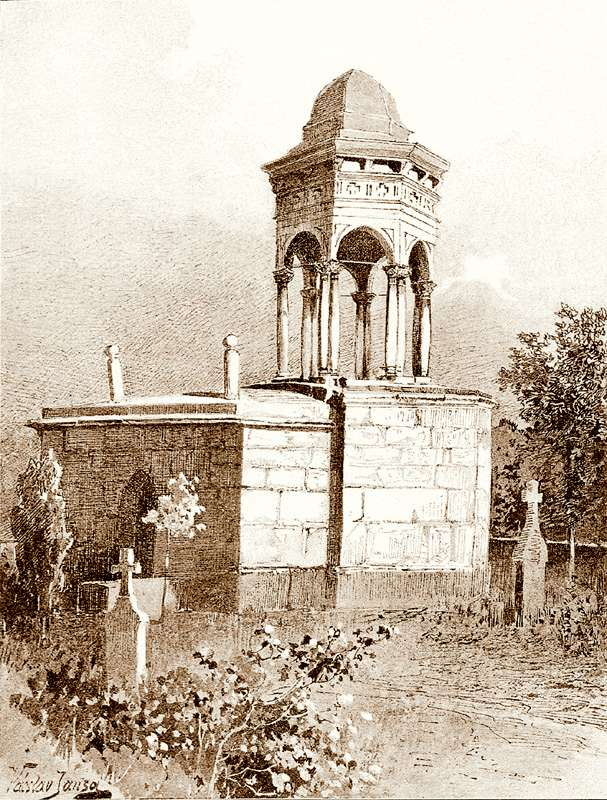
Kaple Božího hrobu na ilustraci Václava Jansy

- sv. Václav a Blaničtí rytíři – sousoší před chrámem sv. Václava
- Dvě sochy svatého Jana Nepomuckého (Jánské náměstí, Pražská ulice)
- Mariánské sousoší na Komenského náměstí
- Radnice
- Děkanství (Táborská ulice)
- Františkánský klášter s kostelem svatého Františka z Assisi v jihozápadní části města
- Tvrz Beztahov
- Tvrziště Buchov (Hostišov)
- Výklenková kaplička (Lysá)
- Poutní kaple svatého Vojtěcha s Kalvárií, altánem nad studánkou a kamenným stolcem (Mysletice)

## Osobnosti
- František Xaver Blanda (1838–1917), český kněz, publicista, náboženský spisovatel a vysokoškolský pedagog (narozený na samotě zvané Voleveč, která dnes patří k části Košovice).

## Doprava
Votice leží bezprostředně u hlavního silničního tahu z Prahy do jižních Čech. Nádraží leží asi 2 km západně od města (viz železnice).

### Dopravní síť

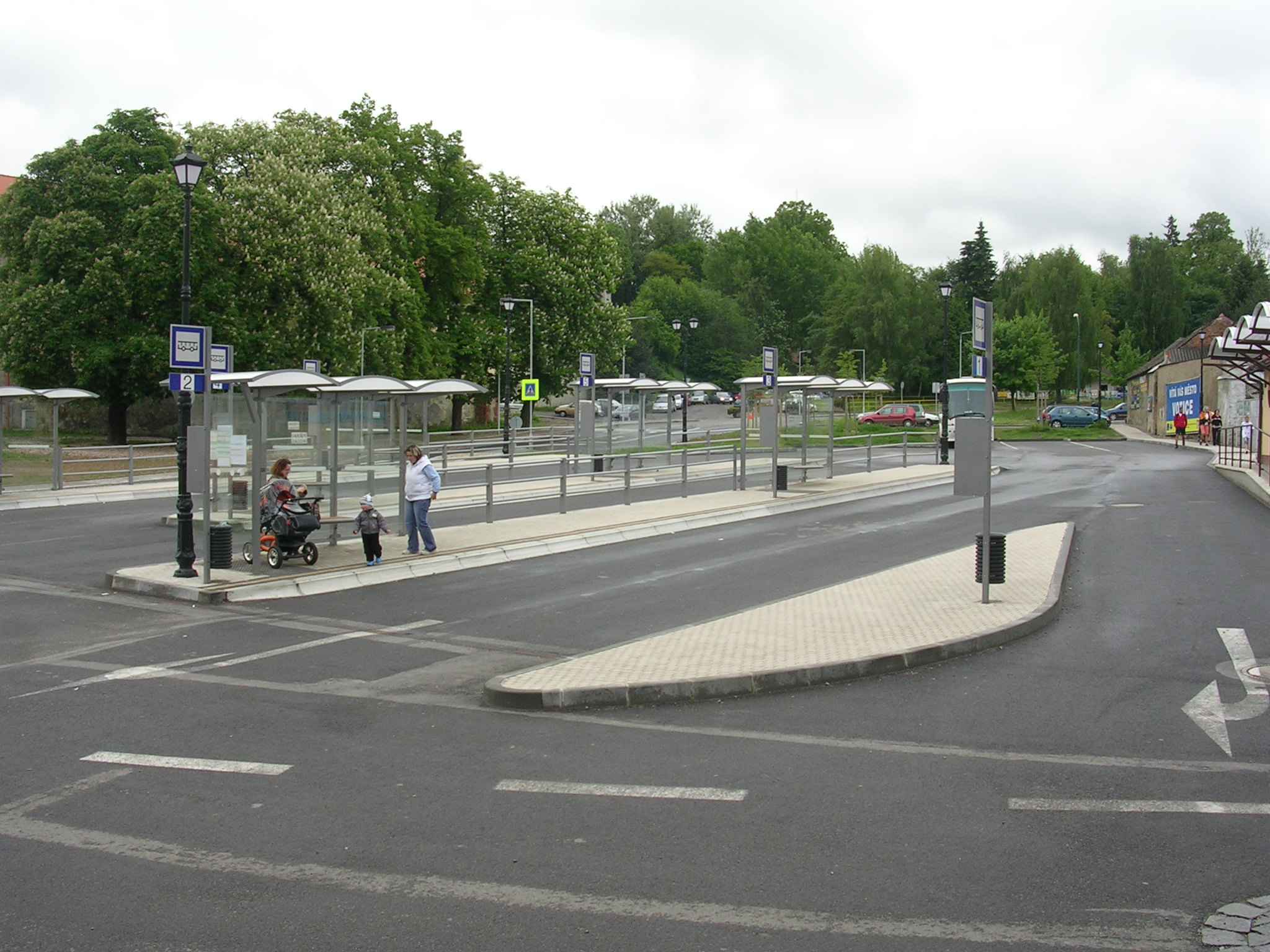
Autobusové nádraží u Táborské ulice

- Pozemní komunikace – silnice I/3 Mirošovice - Benešov - Votice - Tábor - České Budějovice město objíždí obchvatem. Zde navazují dvě silnice II. třídy, II/121 Votice - Sedlec-Prčice - Milevsko a II/150 Votice - Louňovice pod Blaníkem - Čechtice - Ledeč nad Sázavou.
- Železnice – Železniční trať Praha – České Budějovice dvoukolejná elektrizovaná celostátní trať zařazené do evropského železničního systému, součást 4. koridoru. Doprava na původní trati byla zahájena 4. září 1871, na přeložce 30. listopadu 2011. Nádraží asi 2 km západně od města, u osady Beztahov. Po přeložení trati byl původní úsek trati mezi Beztahovem a Veselou využít pro vybudování cyklostezky z votického nádraží do k olbramovickému a dále do Bystřice. Jejím smyslem je kromě rekreace je i snazší individuální doprava k olbramovické stanici, kde staví i rychlíky.[17]

### Veřejná doprava 2012
- Autobusová doprava – Městem projížděly autobusové linky do těchto cílů: Bechyně, České Budějovice, Český Krumlov, Jemnice, Jindřichův Hradec, Jistebnice, Mladá Vožice, Neveklov, Praha, Sedlčany, Sedlec-Prčice, Tábor, Třeboň, Týn nad Vltavou, Vlašim, Vyšší Brod.
- Železniční doprava – Po trati 220 jezdilo v pracovních dnech 13 osobních vlaků a 1 spěšný vlak, o víkendu 9 osobních vlaků.

## Kultura

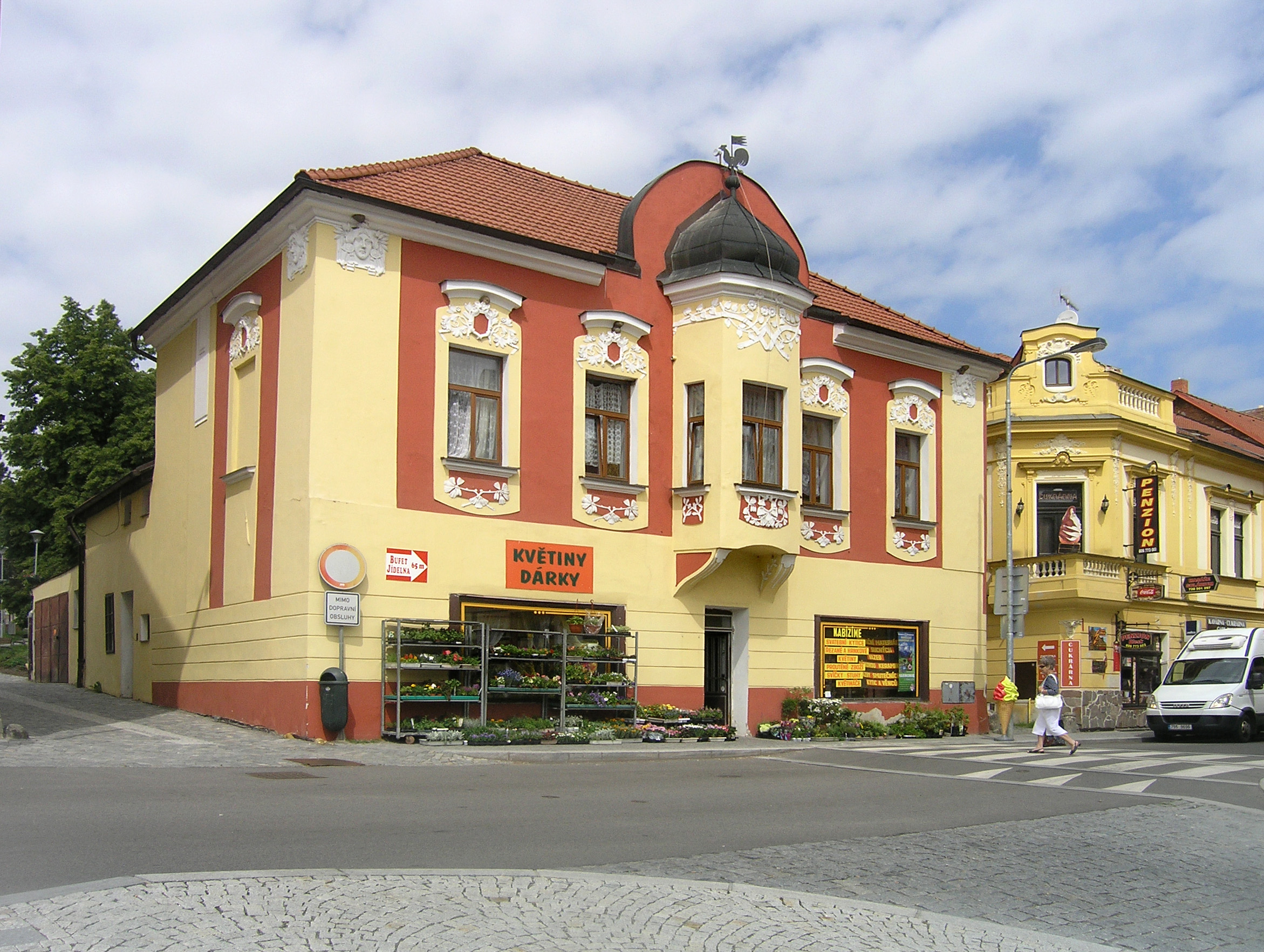
Opravený secesní dům na náměstí

V roce 2019 bylo v západním křídle bývalého kláštera sv. Františka z Assisi ve Voticích otevřeno Vlastivědné muzeum s trvalou expozicí Votice v minulosti, geologickou expozicí Galerie regionálních umělců.
Městská knihovna má své kořeny v knihovně klášterní kolem roku 1850. První doložená zmínka o činnosti knihovny je roku 1892, kdy byl vydán tištěný seznam knih s 593 záznamy knih. Prvním knihovníkem byl Josef Novák. K rozkvětu knihovny došlo po roce 1919 po vydání zákona o knihovních, byla ustavena knihovní rada. V roce 1921 byla knihovna umístěna v budově radnice. V letech 1939–1945 byla její činnost přerušena, knihy byly uloženy v klášteře. Po roce 1945 byla část ukrytých knih znovu zpřístupněna čtenářům. V roce 1954 nastoupil první profesionální knihovník, v roce 1955 se knihovna přestěhovala do Osvětového domu. Po zřízení okresu se knihovna stala knihovnou okresní do roku 1960. V roce 1994 se přemístila do bývalé mateřské školy v Riegrově ulici. Knihovna postupně rozšiřuje svoji činnost, od roku ?[ujasnit] je konzultačním střediskem pro Virtuální Univerzitu třetího věku.

## Turistika
- Cyklistika – Městem vedou cyklotrasy č. 112 Louňovice pod Blaníkem - Jankov - Votice - Kosova Hora, č. 0075 Votice - Heřmaničky - Mezno a č. 0076 Votice - Olbramovice - Konopiště.
- Pěší turistika – Územím města procházejí turistické trasy  Konopiště - Bystřice - Votice - Miličín - Tábor,  Votice - Louňovice pod Blaníkem - Velký Blaník,  Votice - Neustupov - Mladá Vožice,  Votice - Smilkov - Miličín a  Votice - Jankov - Bedřichovice

Rozhledna Václavka na věži kostela sv. Václava, vyhlídka je přímo v lucerně ve výšce 35 m

## Galerie

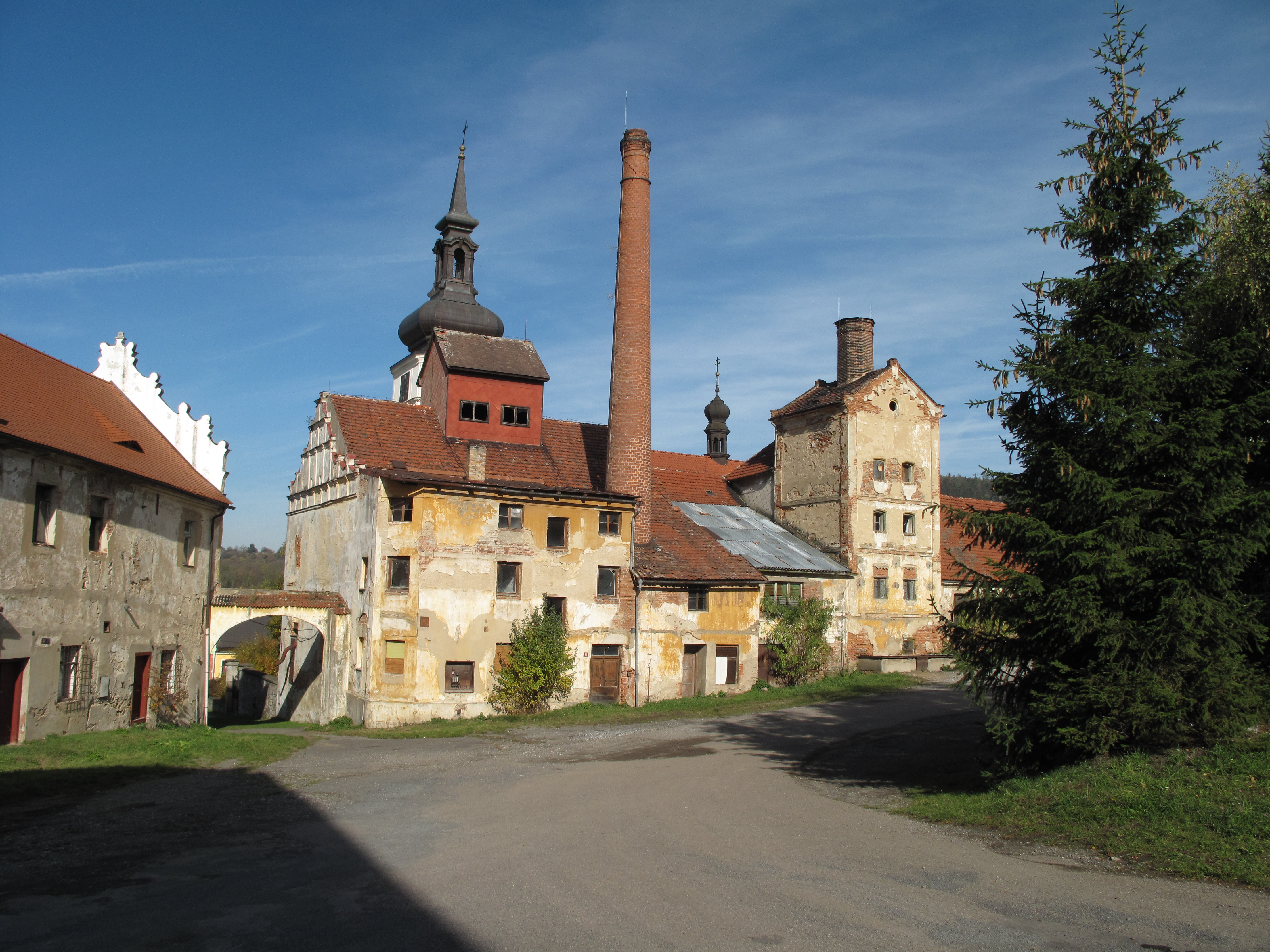
Starý zámek přestavěný na pivovar
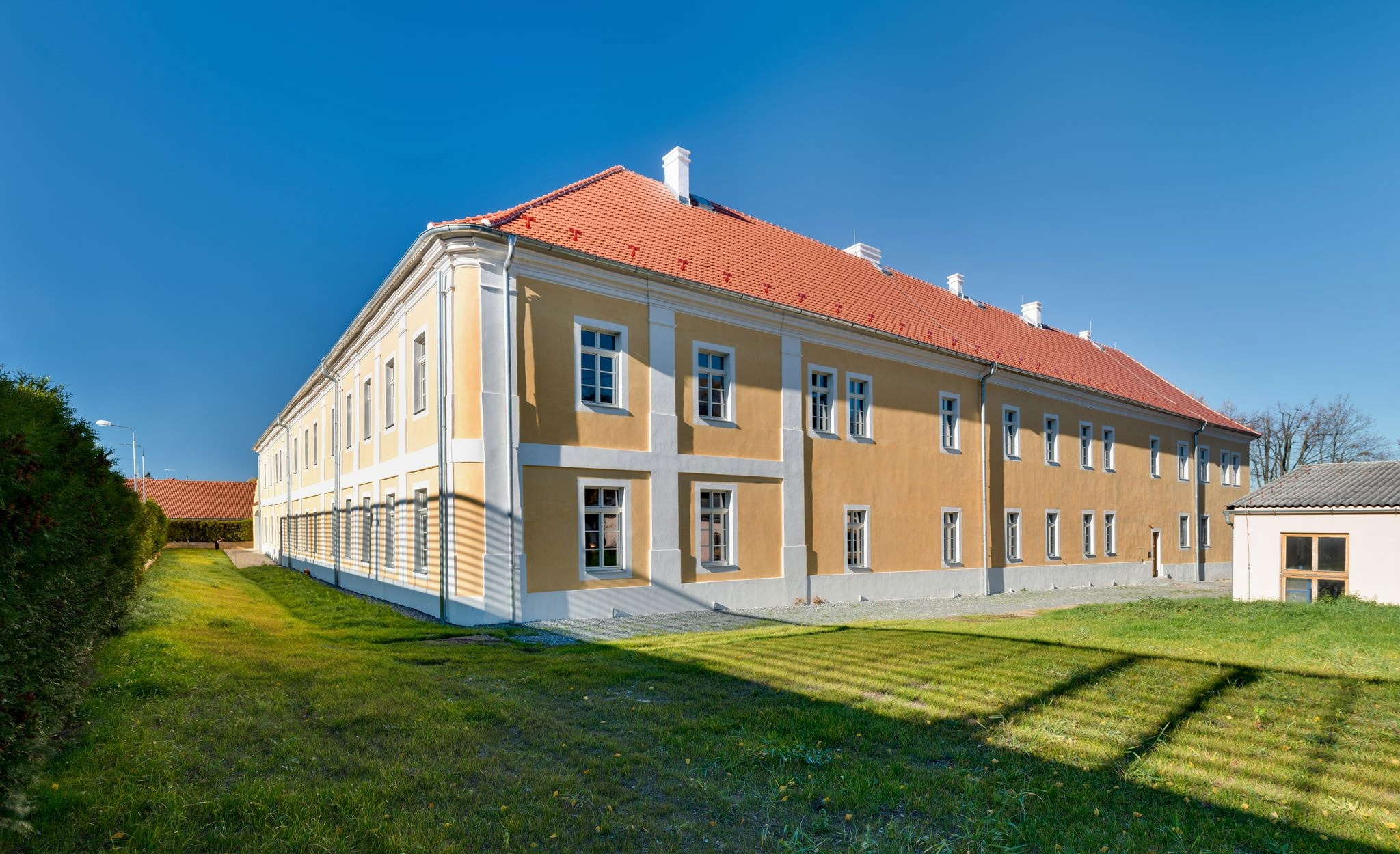
Františkánský klášter
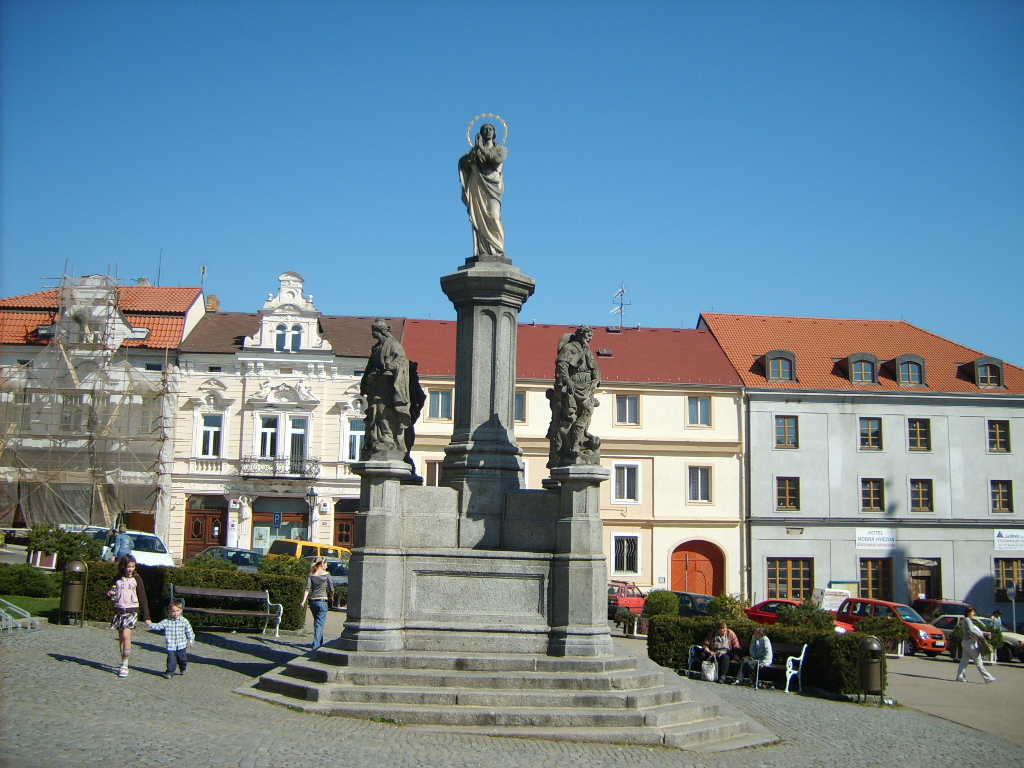
Mariánské sousoší na Komenského náměstí
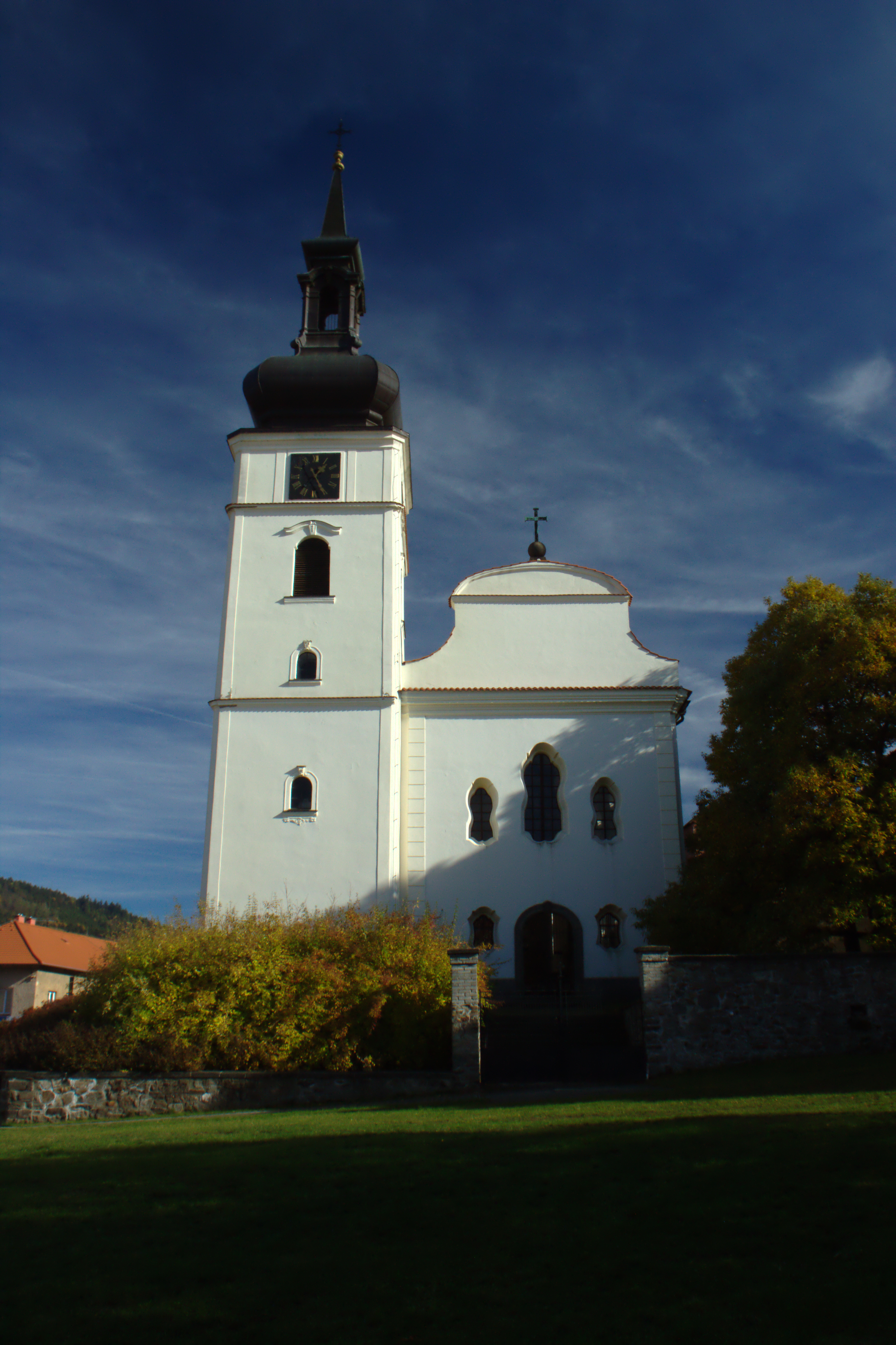
Kostel sv. Václava
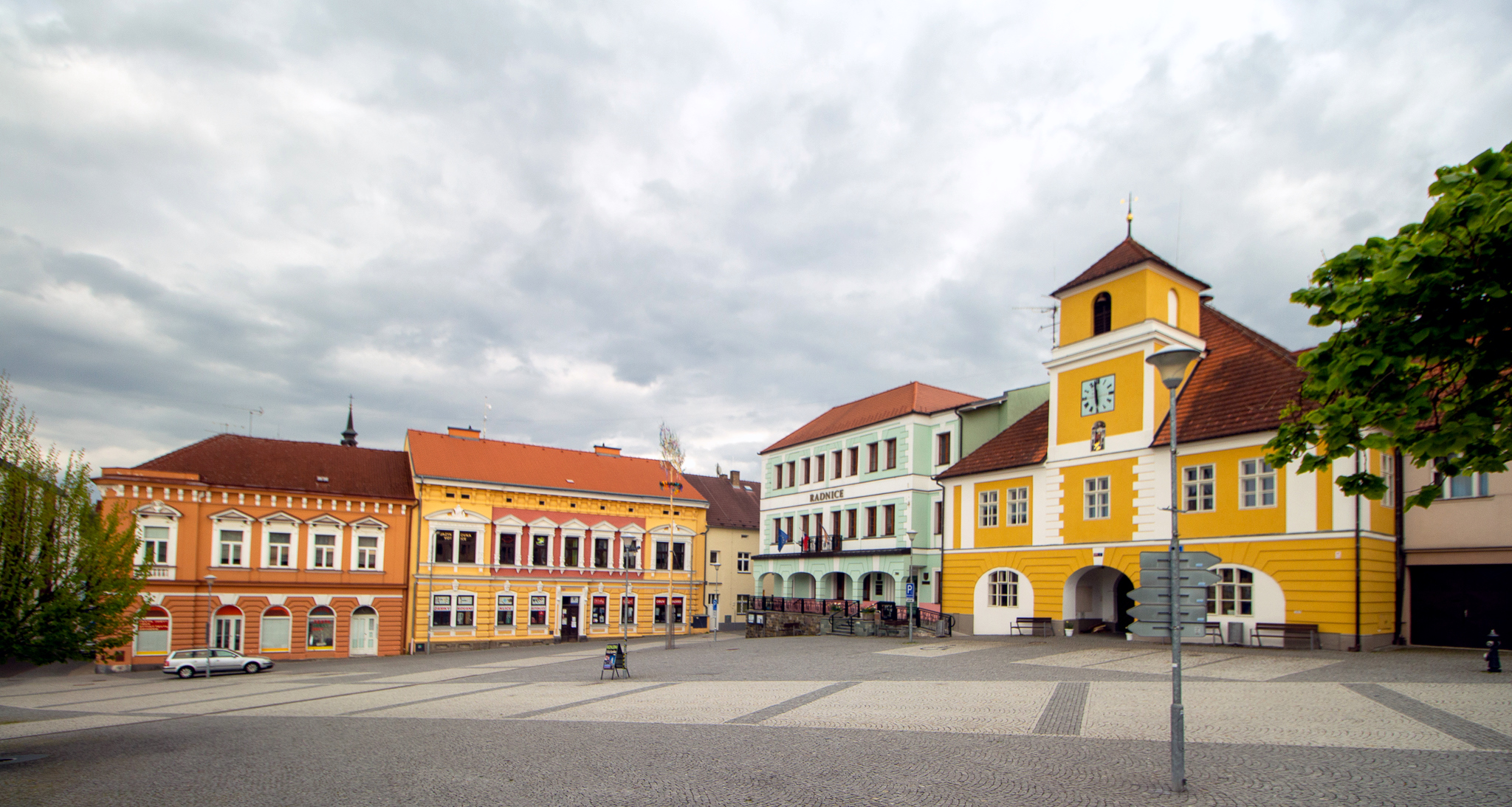
Náměstí Komenského
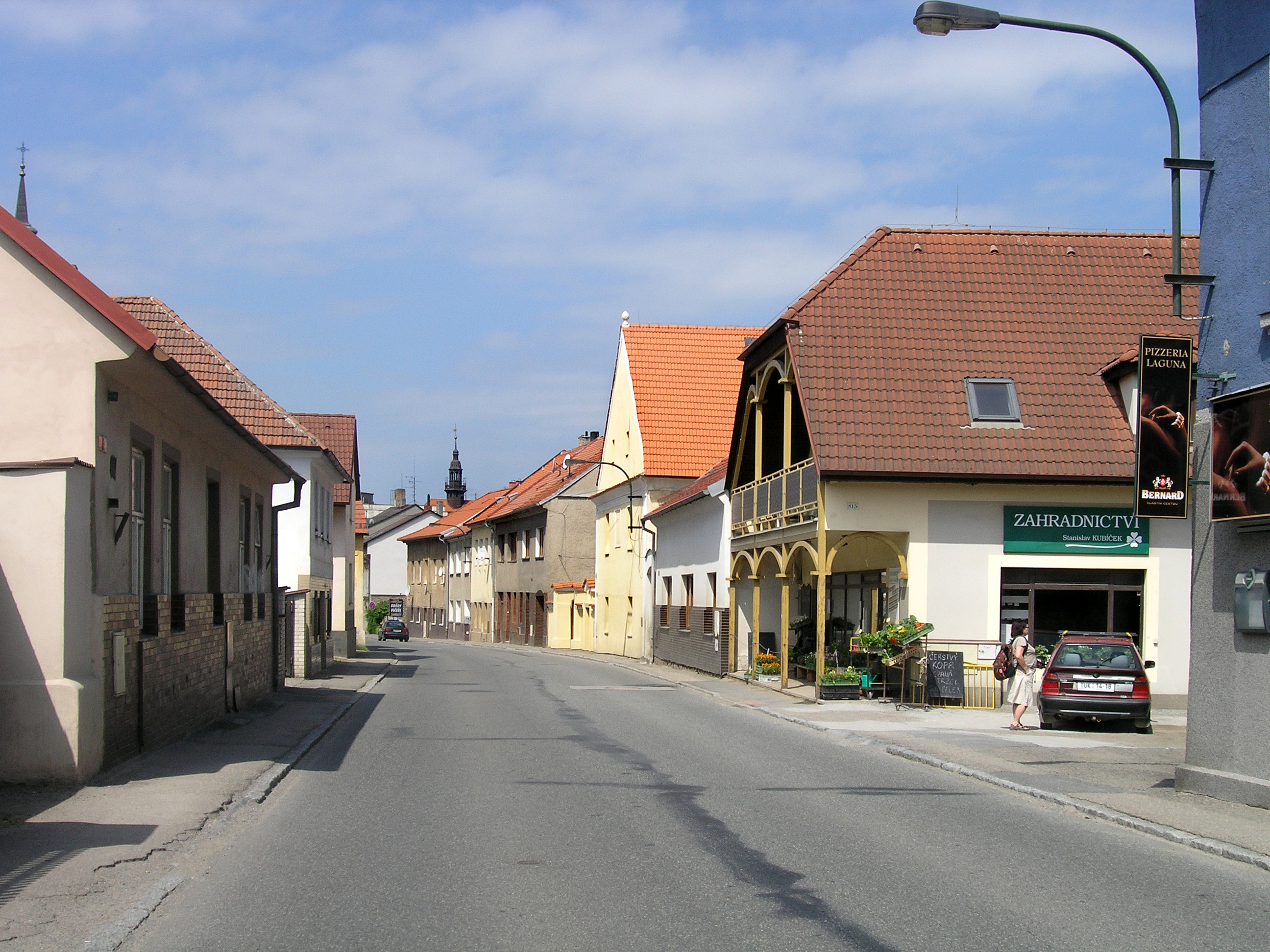
Táborská ulice ve východní části města
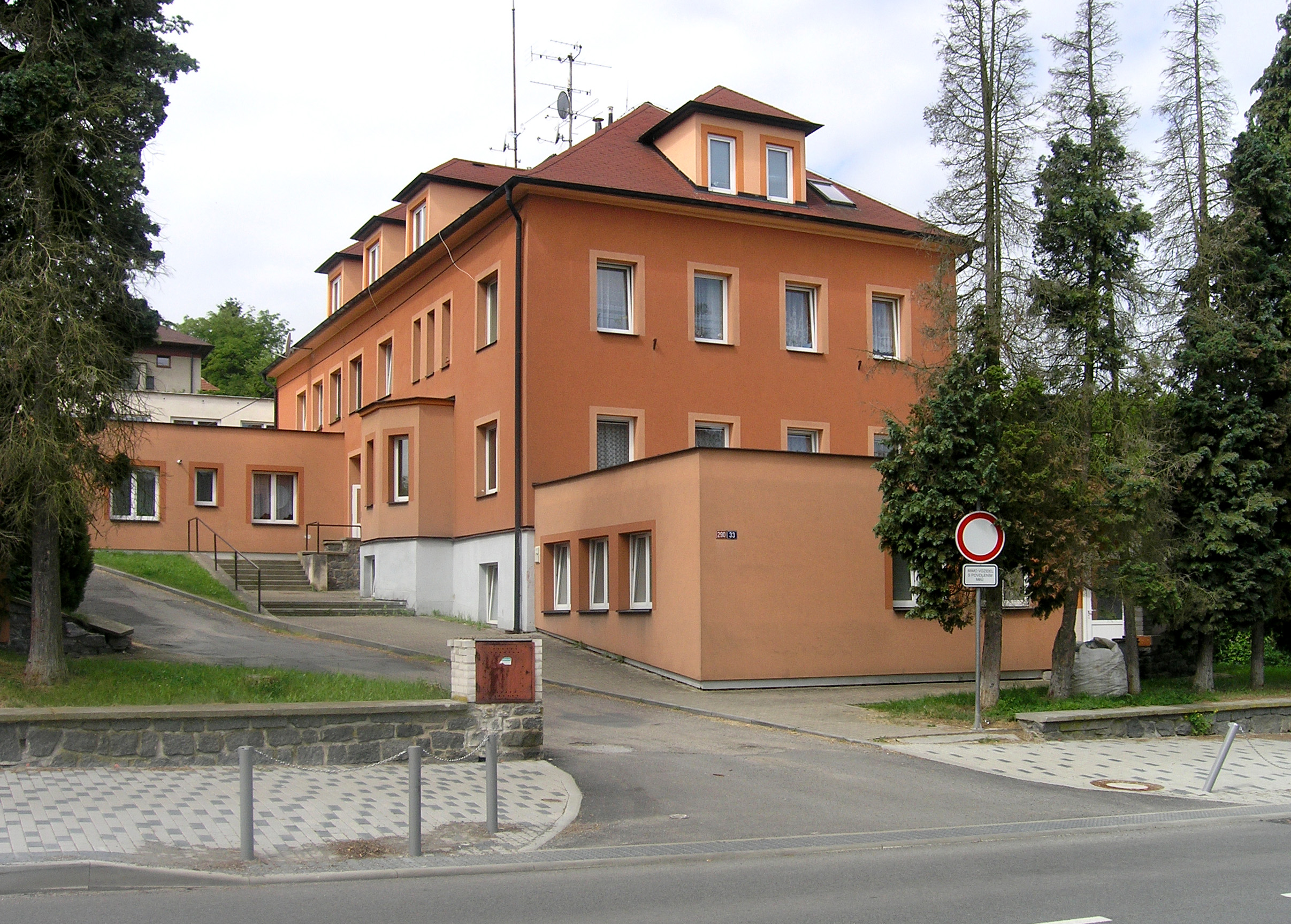
Zdravotnické středisko
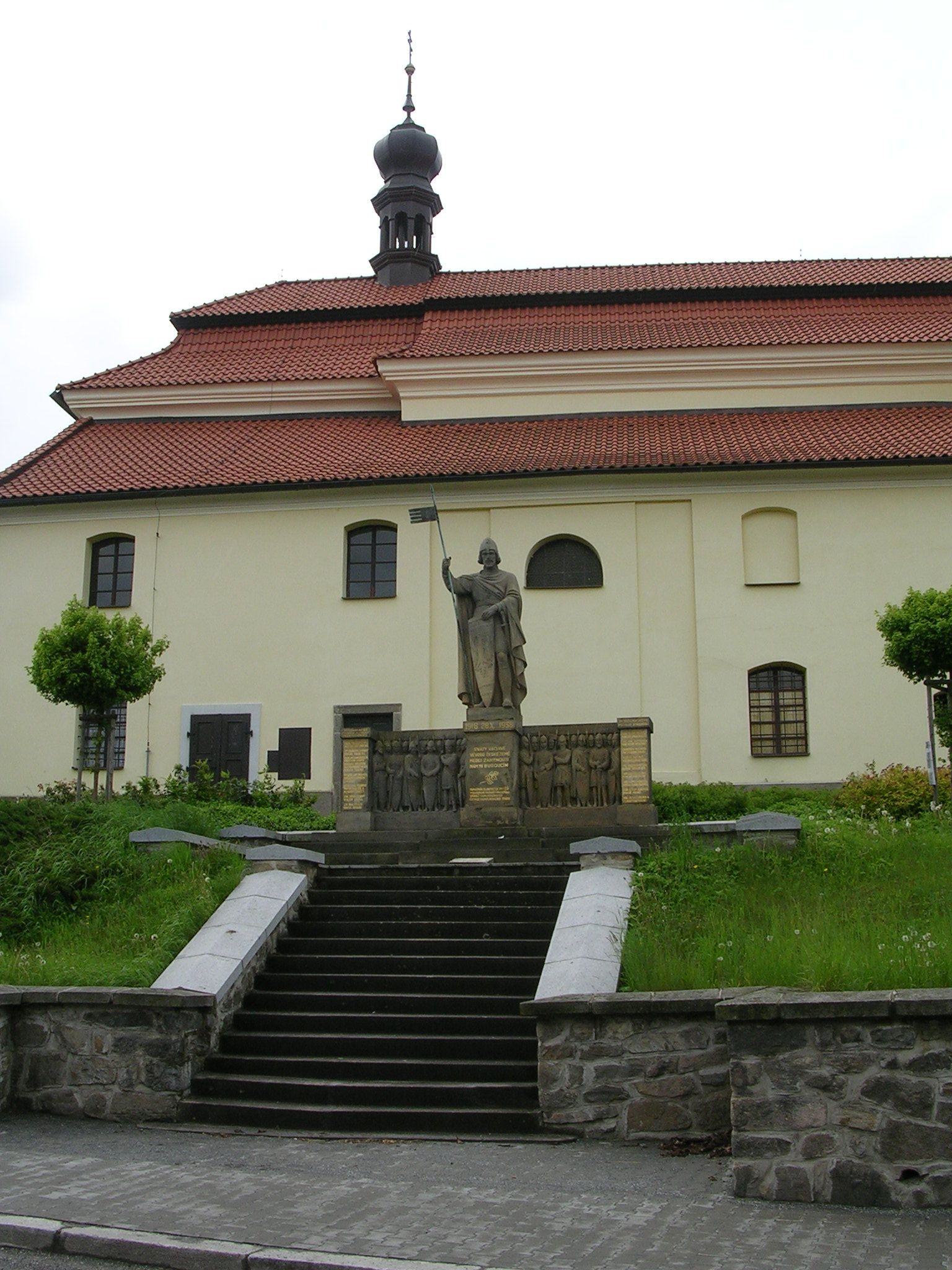
Pomník svatého Václava před kostelem